# Jean-Richard Paul
Jean-Richard Paul, né le 20 avril 1984 à Cayenne en Guyane, est un joueur français de basket-ball.